# 해양안보작전

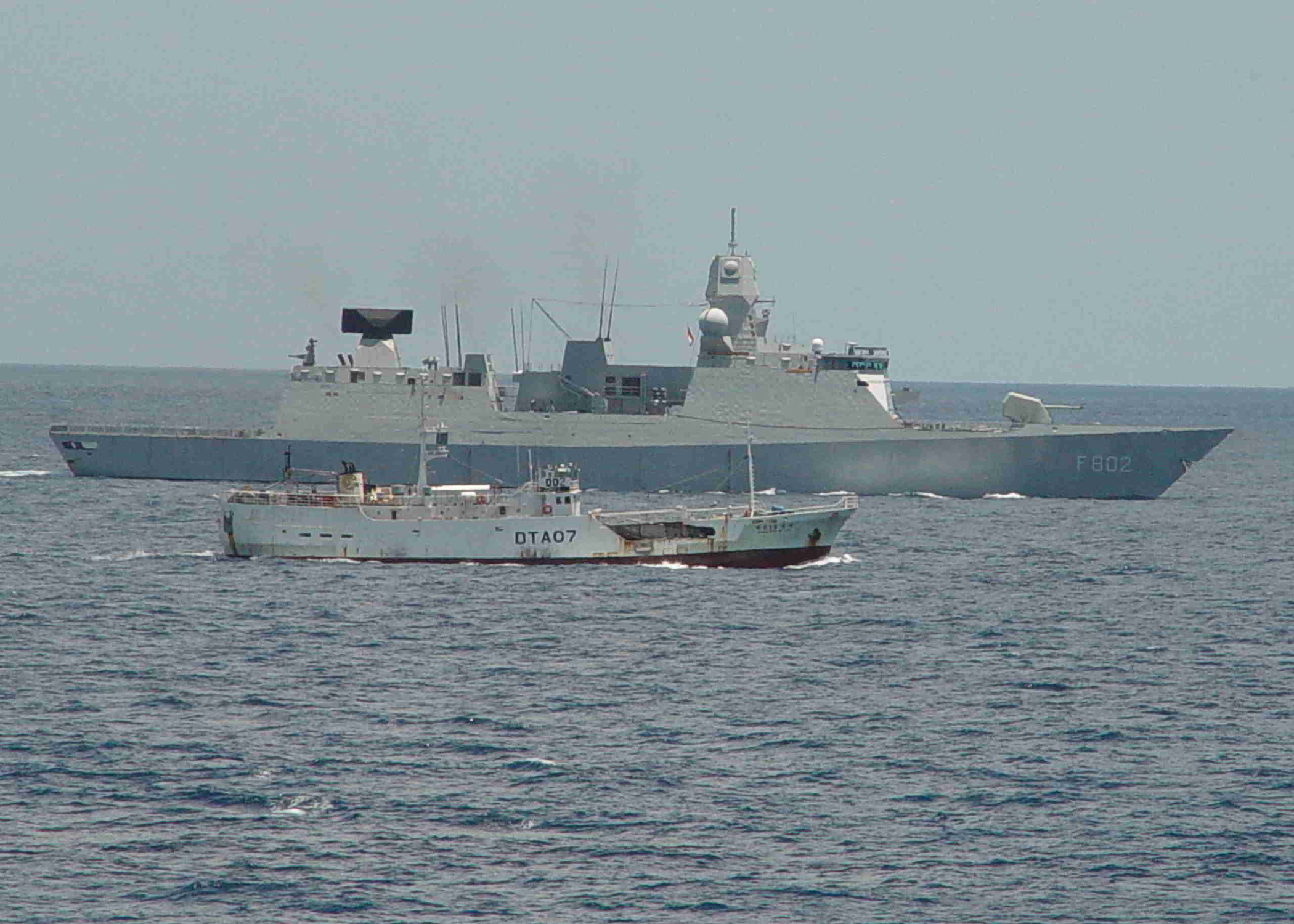
2006년 인도양에서 네덜란드 HNLMS 데 제벤 프로빈셴 (F802) 호위함이 한국 어선을 호송하고 있다.

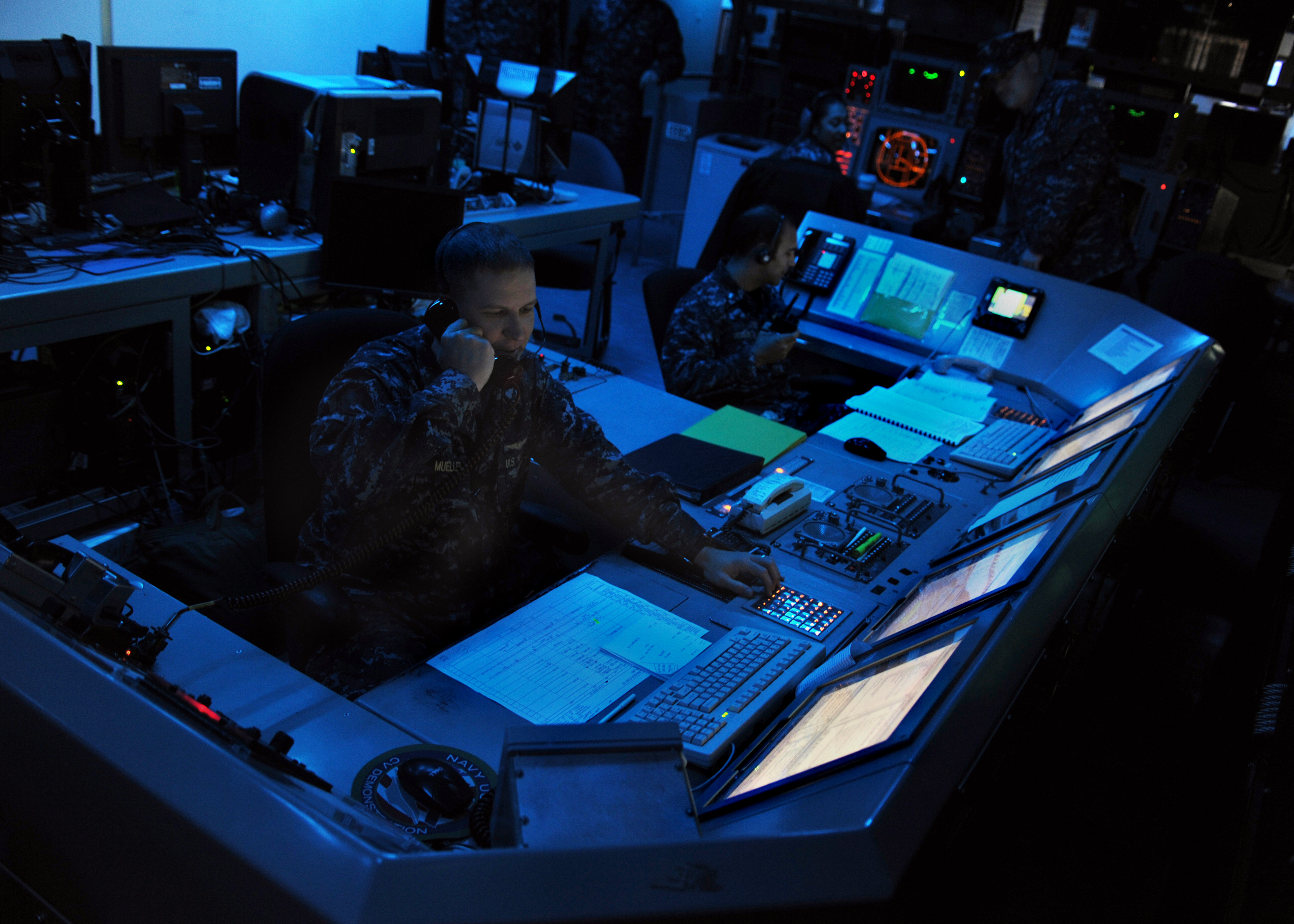
2010년 USS 에이브러햄 링컨 (CVN-72) 항공모함에서 MSO 임무중인 해군 장교가 모니터링을 하고 있다.

해양안보작전(海洋安保作戰, Maritime security operations, MSO)은 최근 해군의 해적 퇴치 임무를 말한다. 해상의 테러나 납치, 해적, 노예와 같은 기타 불법활동에 대해 교전하고 단속하는 임무이다.

## 역사
MSO 임무는 비전쟁군사작전(MOOTW)이다. MSO는 해양환경보호도 포함한다.
한국에서는 2011년 1월 아덴만 여명 작전이 유명하다.